# Министерство энергетики, коммунальных услуг и климата Дании
Министерство энергетики, коммунальных услуг и климата Дании (дат. Klima-, Energi- og Forsyningsministeriet) несёт ответственность за национальную климатическую политику и международное сотрудничество по вопросам изменения климата, а также вопросам энергетики, метеорологии и национальных геологических изысканий в Дании и Гренландии.

## История
Предшественником Министерства климата и энергетики являлось Министерство энергетики, которое было создано в 1979 году из энергетического отдела Министерства торговли. В 1994 году оно было объединено с Министерством охраны окружающей среды и в 2005 году было отделено от министерства и объединилось с Министерством транспорта и энергетики.
23 ноября 2007 года, вопросы энергетики снова вошли в юрисдикцию Министерства транспорта и климата были объединены де-от Министерства окружающей среды и таким образом было создано Министерство климата и энергетики.

## Агентства
- Датское агентство энергетики